# رابرت گیبسون (قایقران)
رابرت گیبسون (انگلیسی: Robert Gibson؛ زادهٔ ۲ فوریهٔ ۱۹۸۶) ورزشکار روئینگ اهل کانادا است.
وی در مسابقات کشوری و بین‌المللی در مجموع برندهٔ ۱ مدال طلا، ۴ مدال نقره، ۱ مدال برنز شده‌است.